# 青島の戦い
青島の戦い（チンタオのたたかい、Battle of Tsingtao, 1914年（大正3年）10月31日 - 11月7日）は、第一次世界大戦中の1914年に、ドイツ帝国の東アジアの拠点青島を日本・イギリスの連合軍が攻略した戦闘である。
日本の戦争で最初に航空機が投入された戦いであり、航空機同士の空中戦や都市への爆撃も実施され、飛行機に対抗する高射砲も運用された。
しかし、大量の装備の上陸や輸送路の確保に慎重を期し、山東半島上陸から青島砲撃までに2か月もの時間を要したものの、砲撃後1週間で決着がついた戦いは、国民に「弱いドイツ軍相手にだらだらと時間をかけた」という誤った印象を与え、メディアなどからは「神尾の慎重作戦」と揶揄されたが、結果的にこの戦いを短期間で決着に持ち込めたのは、補給路や装備の十分な確保により断続的な飽和攻撃を敵に与える事が出来た事によるものである。
この戦争で日本は満洲 - 大連 - 芝罘間通信線の所有/運用権を譲り受けた。

## 膠州湾のドイツ軍の創設

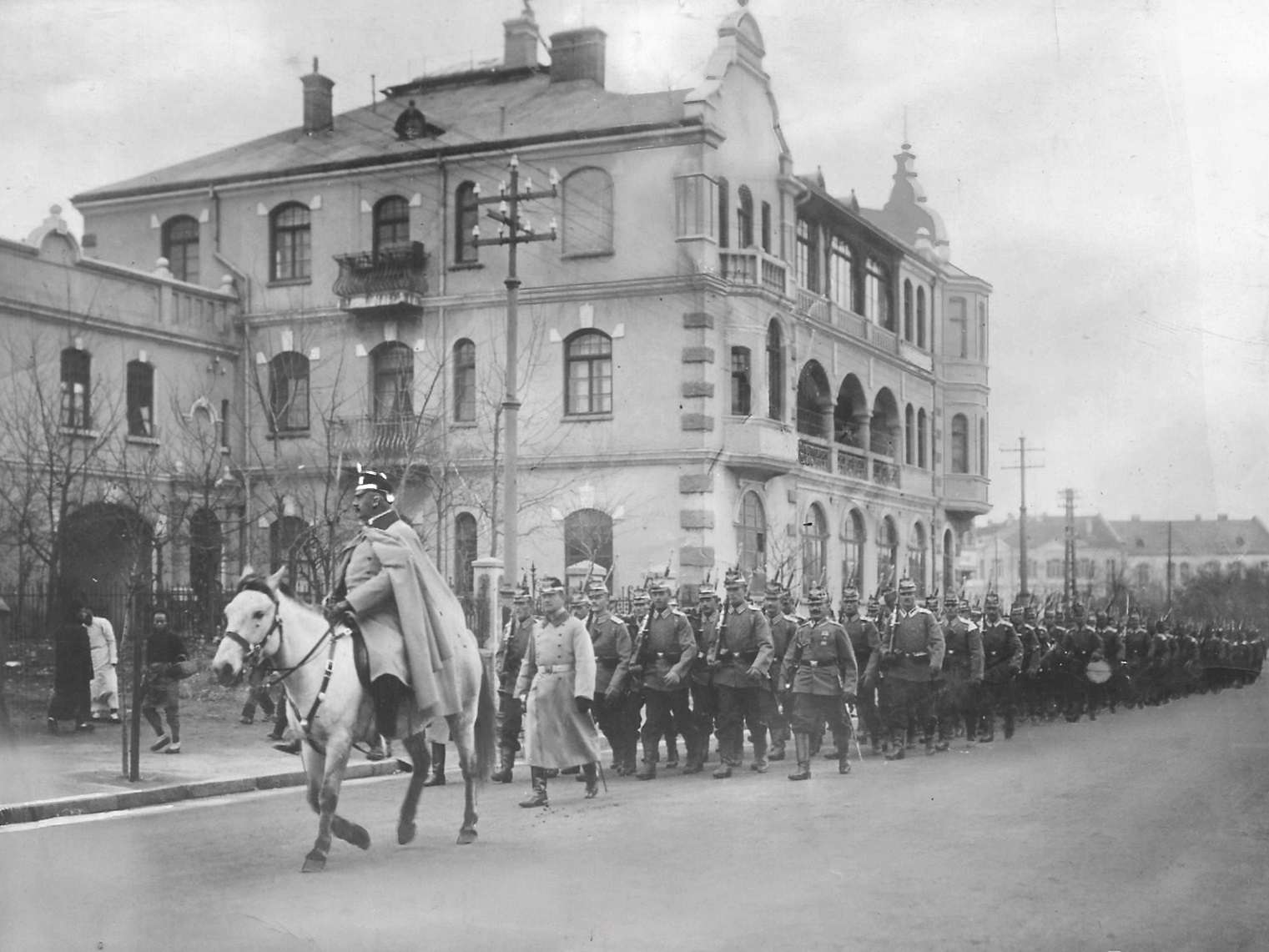
膠州湾租借地のドイツ軍

1897年（明治30年）、ドイツは青島を含む膠州湾一帯を当時の清国政府から租借、湾口の青島に要塞を建設、東洋艦隊を配備した。

## 戦闘の経過

### 海戦

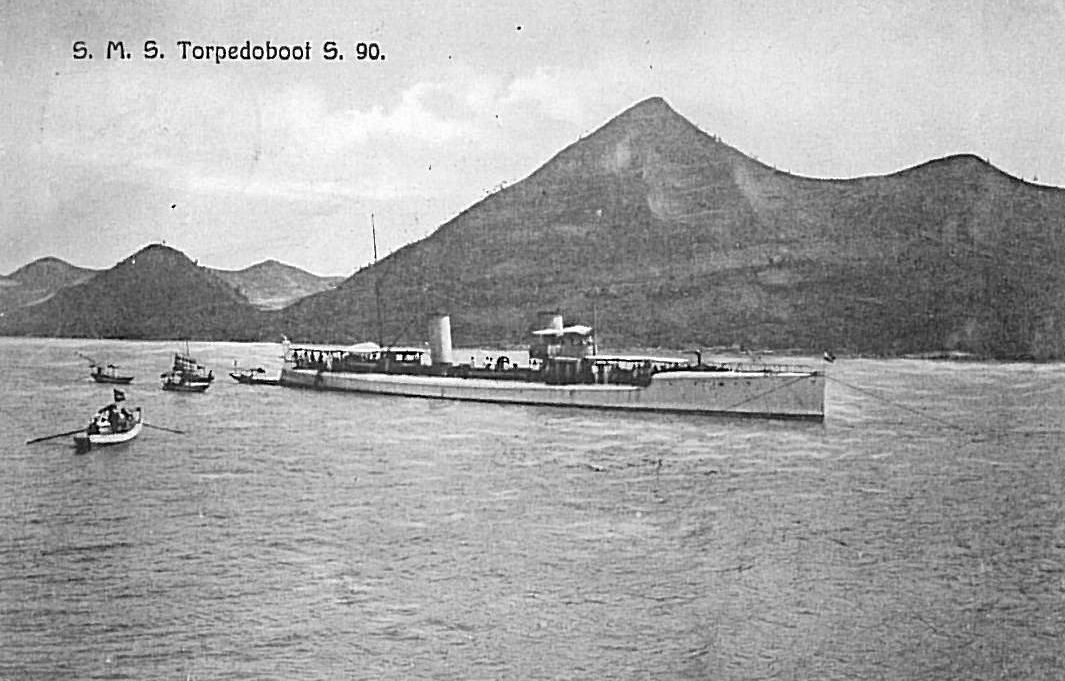
ドイツ帝国海軍水雷艇「S 90」。

1914年（大正3年）の第一次世界大戦で日本はドイツに宣戦布告し、青島の攻略に乗り出した。日本海軍は旧式艦を中心とした第2艦隊を展開して青島を海上封鎖した。マクシミリアン・フォン・シュペー中将指揮するドイツ東洋艦隊主力は海上封鎖を予期して開戦前に青島を発っており、ドイツ本国へ向かったがフォークランド沖海戦でイギリス海軍に敗れ、壊滅した。防護巡洋艦「エムデン」は開戦直後に青島を脱出し、インド洋上で通商破壊を展開した。
青島に残ったドイツ海軍艦艇は洋上行動能力の乏しい小型艦だけで、駆逐艦「タークー」、水雷艇「S90」、砲艦「イルティス」「ヤグアール」「ティーガー」「ルクス」などであった。ほかに旧式巡洋艦「コルモラン」が居たが、備砲を仮装巡洋艦の武装用に提供した上、自沈した。オーストリア海軍の防護巡洋艦「カイゼリン・エリザベート」も在泊中だったが、出撃を断念して武装のほとんどを要塞用に陸揚げした。水雷艇「S90」は10月18日0時、雷撃により日本の防護巡洋艦「高千穂」を撃沈したが、翌日に自沈した。その他の同盟国側艦艇も自沈などで全滅した。

### 攻囲戦と要塞砲撃

青島の戦いにおける日本軍の進路。オレンジ色は租借地、灰色はその周囲に設けられた中国軍の立ち入れない中立地帯

1914年9月1日、山東半島北側の龍口に先発隊が上陸。神尾光臣中将（後に大将）指揮する日本陸軍第18師団（約29,000名）は9月11日に龍口に上陸した。青島のある山東半島南側は機雷やドイツ軍艦艇により上陸に障害があることを念慮に入れ、あえて遠回りとなる安全な北岸に上陸した。9月27日より日本軍は龍口から青島に向けて偵察を繰り返しつつゆっくりと前進を開始。翌28日には青島市背後の生命線である浮山と孤山のドイツ軍前線に到達した。浮山と孤山からは青島市が見下ろせてしまうため決死の反撃が予想されたが、あえなく陥落。日本軍は、強力な火砲を有するドイツ軍要塞を攻略するための攻囲陣地構築にとりかかったが、折からの豪雨で陣地は流失し、工期は1か月に伸びてしまったもののようやく完工した。ここへ、労山湾から上陸させた破壊力の大きな榴弾砲、カノン砲、山砲が続々と到着した。攻撃開始までの間、日露戦争における日本兵の鬼気迫る突撃を知っている日本内外の記者や観戦武官、新聞を読んだ国民から、神尾には「なぜ部隊を突撃させないのか。旅順攻囲戦の激戦を知っているせいで臆病風に吹かれたのか」という疑問が多く寄せられた。

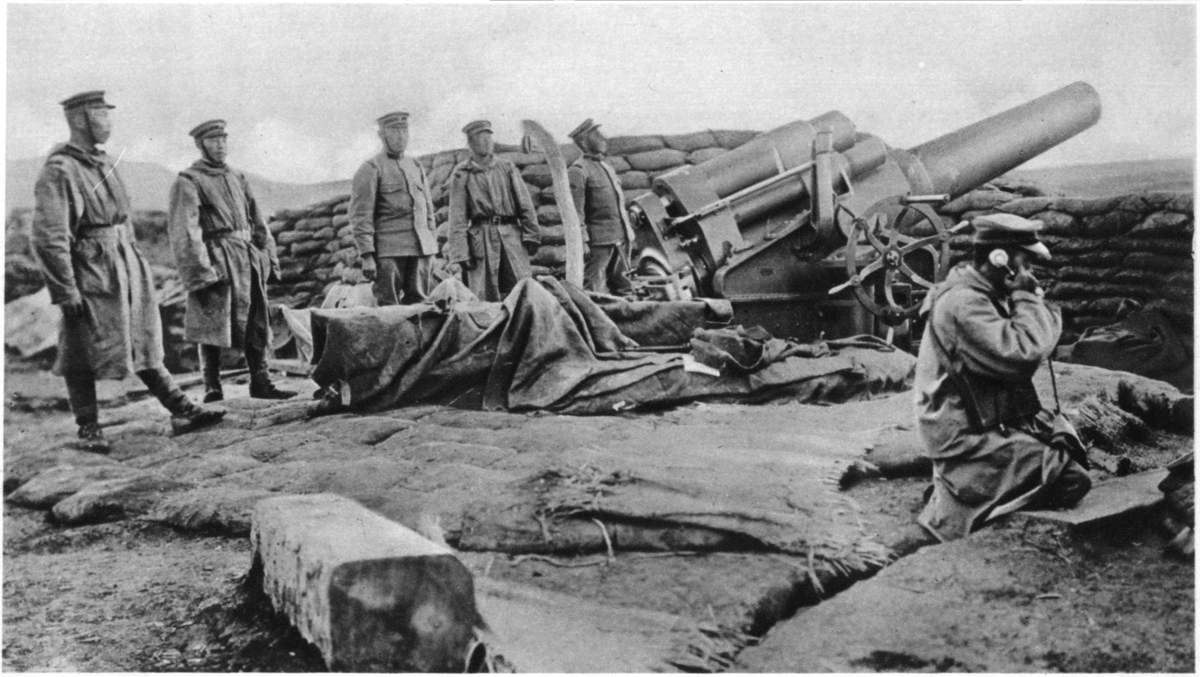
青島要塞を砲撃する四五式二十糎榴弾砲

青島要塞攻略にあたり、日本軍は、充分な砲がないため白兵戦による出血を強いられた日露戦争の旅順攻囲戦と異なり、砲撃戦による敵の圧倒を作戦の要とした。日本軍は当初計画されていた第18師団、野戦重砲兵連隊1つ、攻城部隊若干という構成から、ヨーロッパでの最新の戦況を見て、より強力な攻城砲を多数追加、さらに工兵独立大隊や鉄道連隊も追加していた。

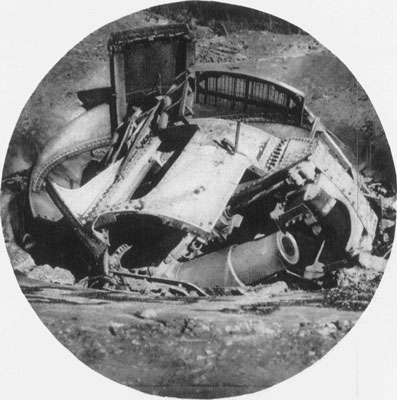
破壊されたドイツ軍ビスマルク要塞の要塞砲

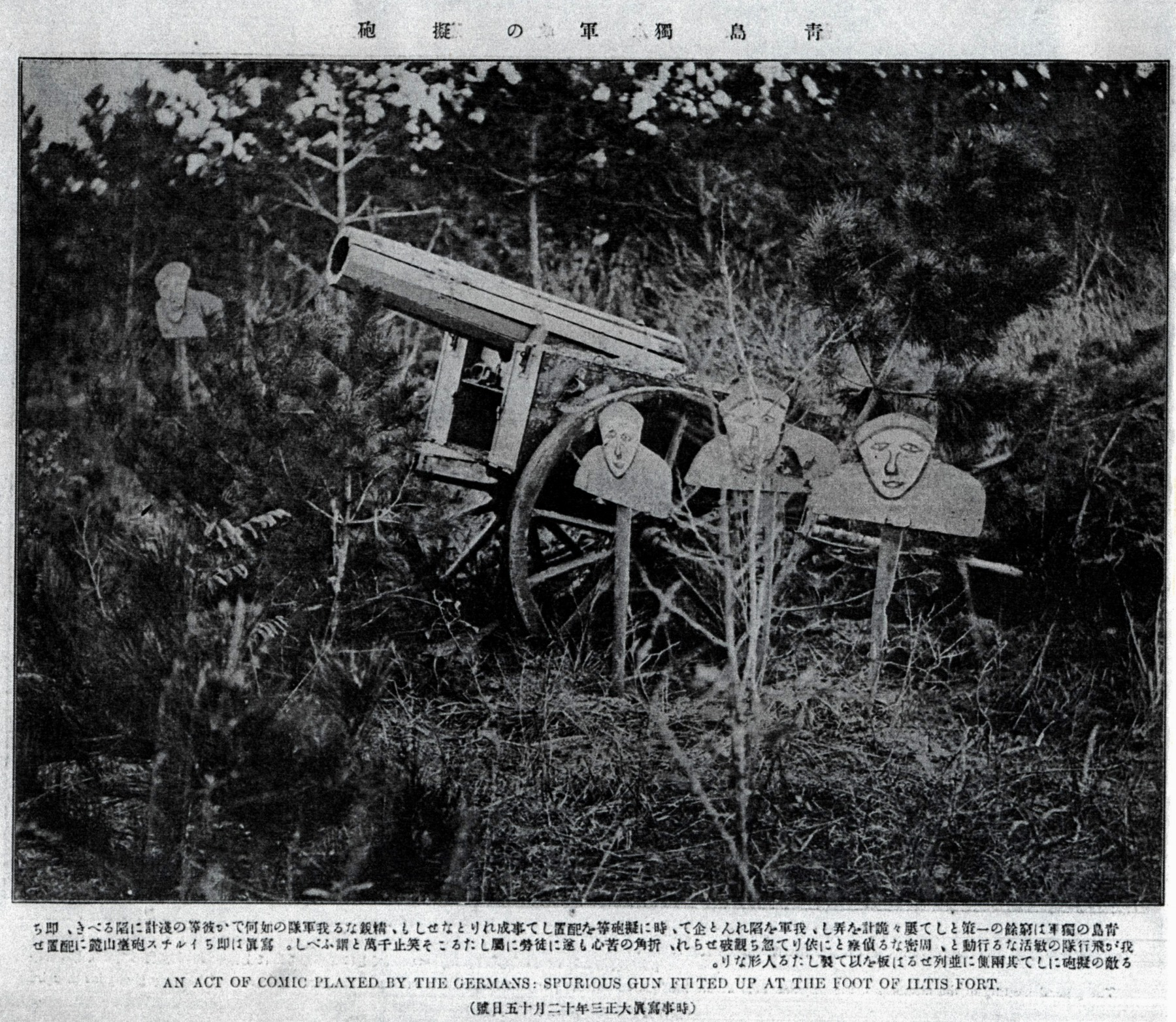
ドイツ軍がイルチス砲台に用意した、擬砲と偽の兵隊

10月31日、「神尾の慎重作戦」と揶揄される程に周到な準備の上で、第18師団と第二艦隊は攻撃を開始した。ドイツ軍兵力は約4,300名であった。最新鋭の移動容易な攻城砲四五式二十四糎榴弾砲をはじめ、三八式十五糎榴弾砲、三八式十糎加農砲など、重火器による砲撃によりドイツ軍要塞は無力化された。ドイツ軍将校は戦後「余の砲台は（日本陸軍の砲撃により）ほとんど破壊されてしまった！」と感嘆したほどだった。
10月31日夜半には第一攻撃陣地が陥落。明治天皇誕生日の11月3日には第二攻撃陣地が陥落。青島要塞の前面には保塁が南北に並び、その背後の山々には砲台が作られ、特にそれらの砲台群の後方のモルトケ山とビスマルク山に最も強力な砲台があったが、初日から日本軍の砲弾を浴びせられ、11月1日午後にはビスマルク山砲台はほぼ戦闘力を喪失し、11月5日には「全弾を打ち尽くして砲台を爆破し撤退せよ」との命令でビスマルク山砲台の兵は退却した。11月6日、青島要塞総督アルフレート・マイヤー＝ヴァルデック海軍大佐は、タウベ偵察機に秘密文書の輸送を託し、タウベと2人の飛行士を出発させた。タウベは脱出に成功し、青島要塞には二度と戻らなかった。11月7日午前6時30分、ドイツ軍は白旗を掲げ、午前9時20分にドイツ側軍使のルードヴィヒ・ザークセル大佐とカイゼル少佐が日本側軍使の香椎浩平少佐に降伏状を届ける。
11月7日午後7時50分に両軍は青島開城規約書に調印し、青島要塞は陥落した。
戦後の、陸軍技術審査部所属の伊勢喜之助砲兵中佐による砲撃効果調査では、密集して着弾させた砲弾によっても分厚いコンクリートの掩蔽を破壊するのは難しかったものの、大砲や機関銃座はほぼ戦闘能力を失っていた。保塁も場所によっては原形をとどめないまでに破壊されたところもあった。青島要塞攻撃で攻城砲兵の発射した総鉄量は1,601.236トン、砲弾数43,019発で、旅順攻囲戦の砲弾数（210,511発）・総鉄量（4,000トン）に比べると砲弾数では少なかったものの、大口径弾が多かったために総鉄量では4割にも達していた。青島の数日で、旅順の6か月分の4割もの鉄を撃ちこんだ計算になる。砲台の前に歩兵を突撃させて多数の犠牲を出して長引いた旅順攻囲戦とは異なり、青島では歩兵が突撃する前に砲撃で決着がついており、陥落も早かった。

### 航空戦

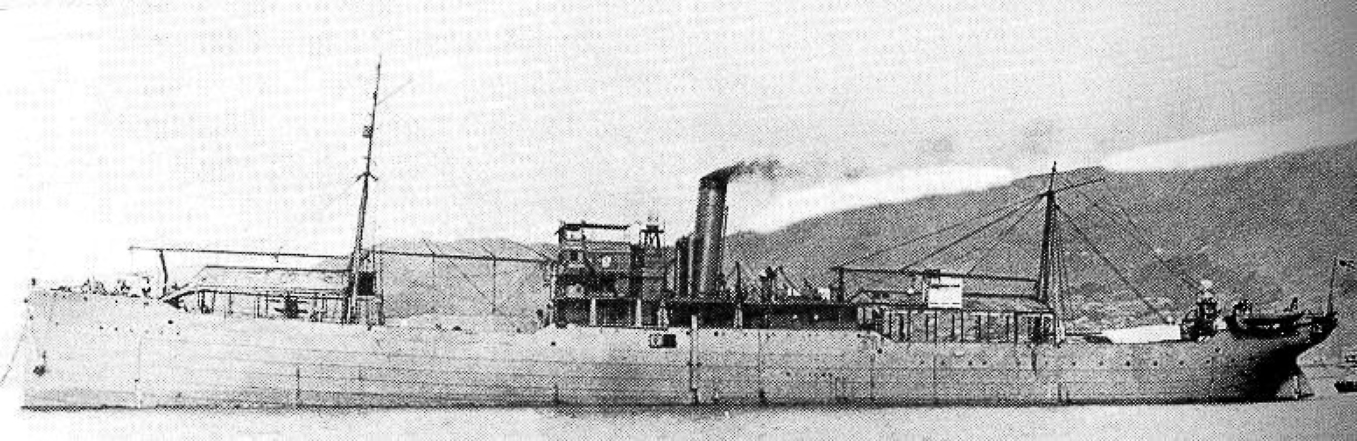
日本海軍初の水上機母艦である若宮

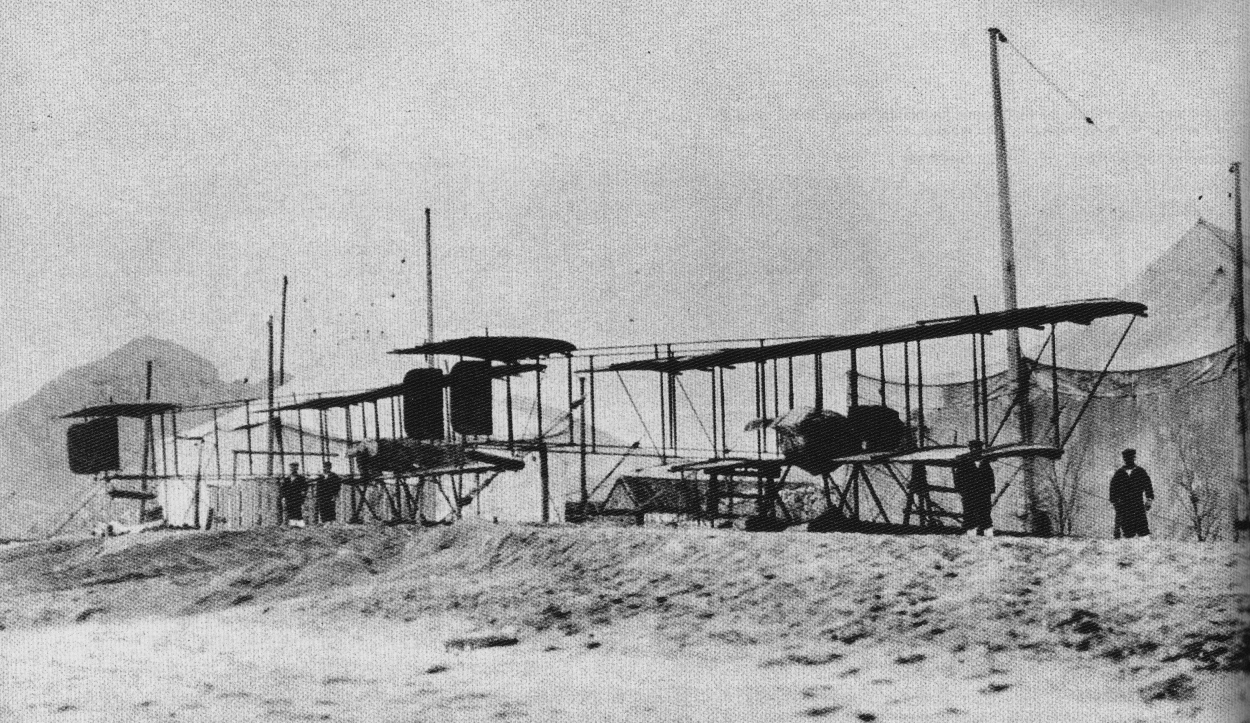
大日本帝国海軍の水上機母艦「若宮」所属の2機のモーリス・ファルマン水上機（青島、1914年）

第一次世界大戦に参戦した各国軍隊がそうであったように、日本軍は初めて飛行機を戦闘に投入した。陸軍は有川鷹一工兵中佐の元にモ式二型4機、ニューポールNG二型単葉1機、四三式繋留気球1機、人員348名を集めて臨時航空隊を編成した。海軍は日本海軍初の水上機母艦にあたる若宮を運用して、モーリス・ファルマン式（以下モ式）複葉水上機を投入した。「若宮」の搭載モ式は大型1機と小型1機を常備し、小型2機は分解格納された。海軍航空隊（指揮官山崎太郎中佐）は9月5日に初出撃を行った。
一方のドイツ軍はルンプラー・タウベを偵察任務に投入した。パイロットは飛行家フランツ・オステルとギュンター・プリュショー（de:Gunther Plüschow）中尉である。青島のタウベは1機のみであったが、スケッチによる日本軍陣地観察でドイツ軍30 cm要塞砲に射撃目標を提示し、日本軍を悩ませた。日本軍はタウベが飛来するたびに隠れなければならなかった。
日本軍はドイツ軍偵察機の排除に乗り出したが、9月30日に「若宮」が触雷して日本に帰投し、海軍航空隊は砂浜からの出撃を余儀なくされるなど、完全に水を差された。10月13日、タウベを発見した日本軍は陸軍からニューポールNGとモ式、海軍からはモ式2機が発進し、空中戦を挑んだ。タウベの機動性は日本軍のモ式を圧倒的に上回っていたが、包囲されかけたため、二時間の空中戦の末に撤退した。これが日本軍初の空中戦となる。10月22日にもニューポールNGとモ式がタウベを追跡したが、翻弄されて終わった。日本軍は急遽、民間からニューポール機とルンプラー・タウベを1機ずつ徴用して青島に送ったが、運用が始まる前に停戦を迎えた。

## 停戦後
11月8日にヴァルデック総督は、日本軍の便宜を受けて、膠州湾青島守備軍の降伏を本国に報告する。これに対して、ドイツ皇帝ヴィルヘルム2世はヴァルデックに1級鉄十字勲章を授与したほか、守備軍の善戦を嘉する勅を発した。
青島入城時、ドイツ兵は日本兵には正対したがイギリス兵には背中を見せたという。

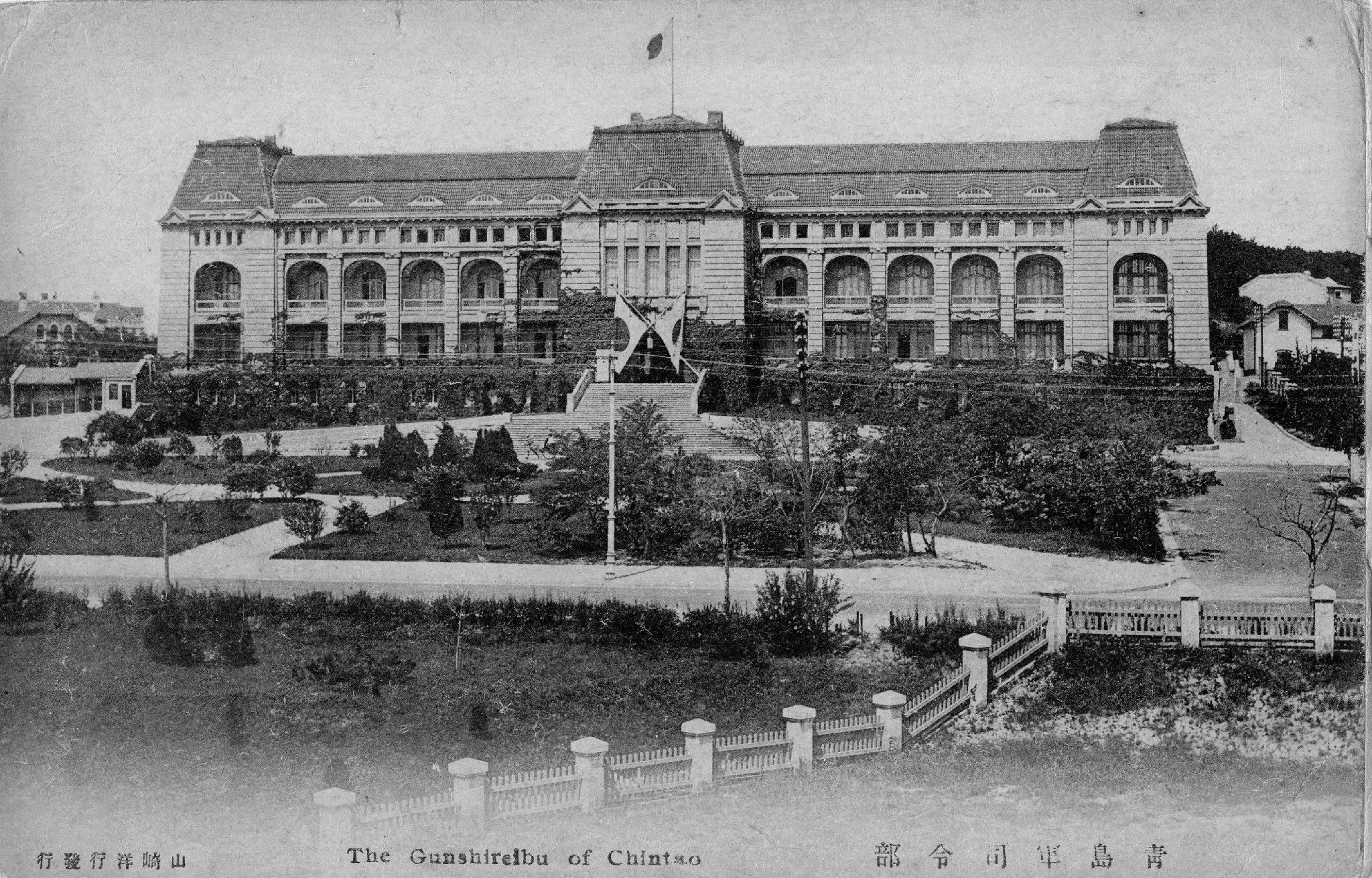
青島守備軍 (日本軍)

多くのドイツ兵捕虜は日本各地に設けられた12箇所の捕虜収容所に移送され、のち整理統合により最終的に6箇所の収容所で1919年（大正8年）のヴェルサイユ条約締結・発効まで長期にわたって収容された。トラブルも生じたが、徳島県の板東俘虜収容所をはじめとした複数の収容所では地元住民との交流があり、ドイツパン、ドイツ菓子、楽器演奏、鉄棒体操等が広められ、日本に残留する俘虜も現れた。
大戦終結後の1920年（大正9年）11月1日に青島要塞攻略の功によって、神尾光臣大将に功一級金鵄勲章が授与される。

Qingdao 31.October 1914–7. November 1914
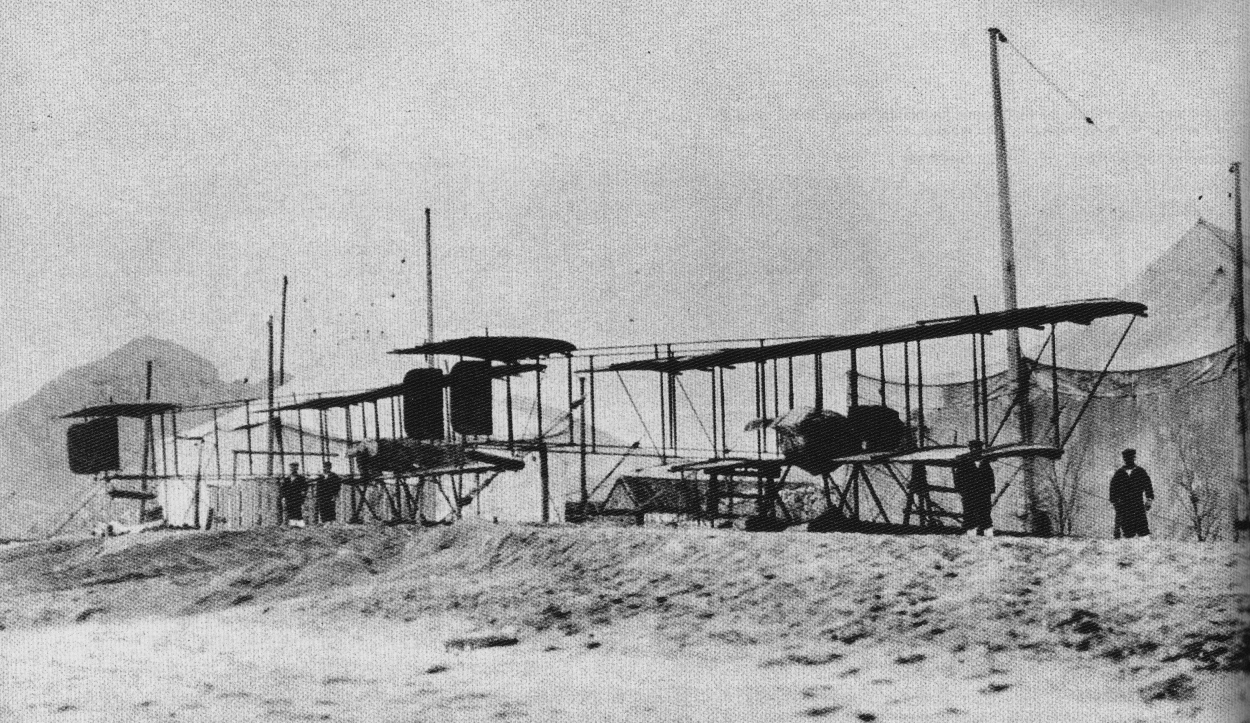
若宮に搭載されて運用された2機のモーリス・ファルマン式水上機
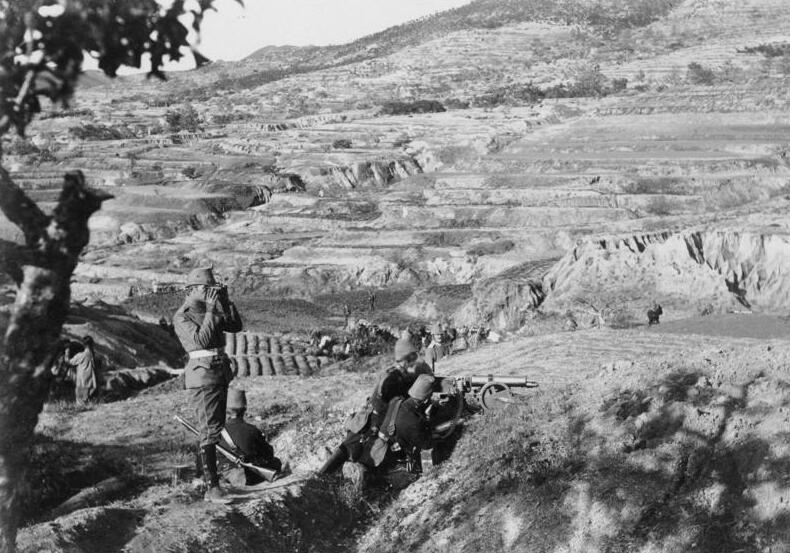
重機関銃が配置されたドイツ軍の塹壕陣地
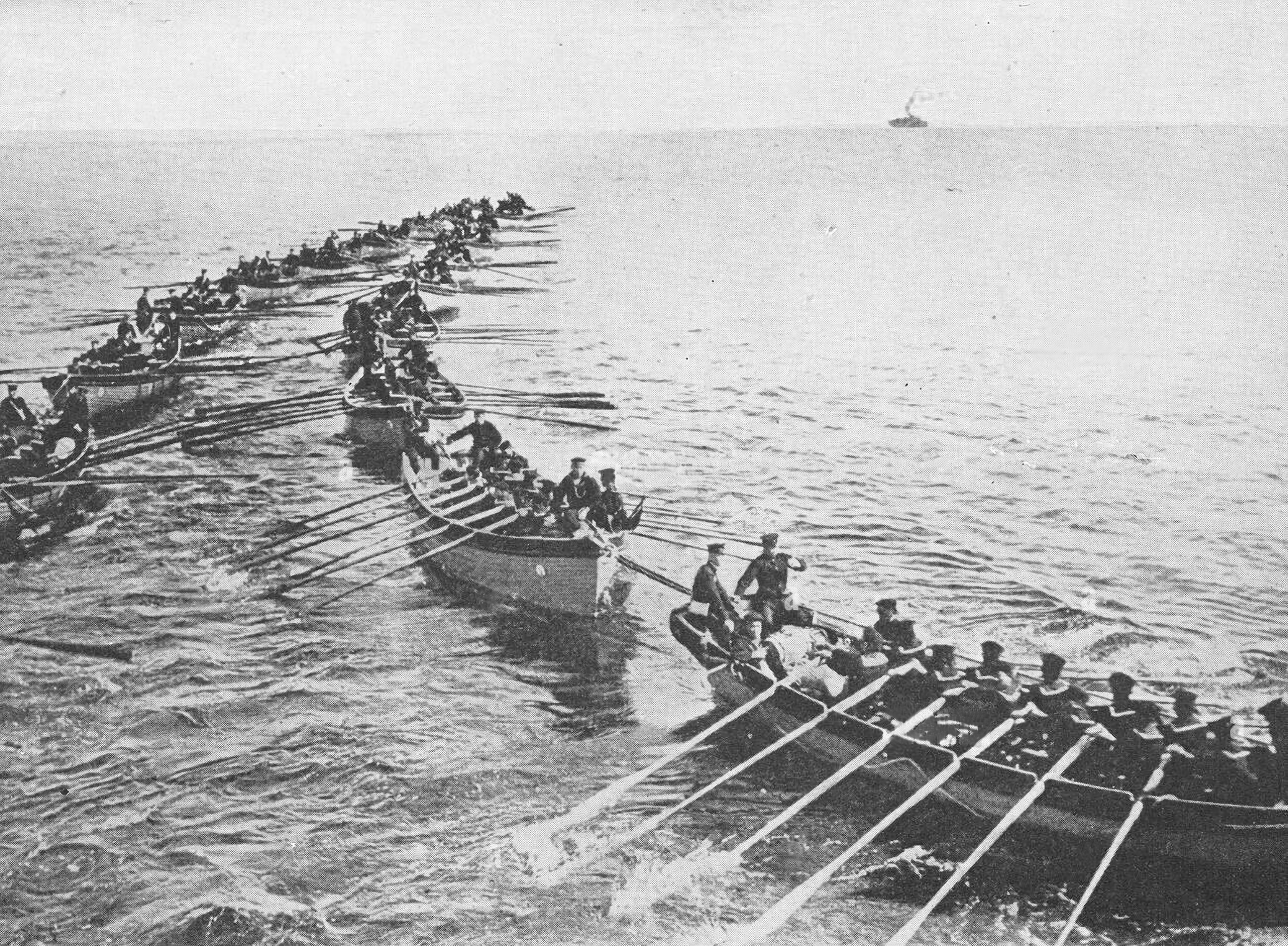
海上を移動する日本軍
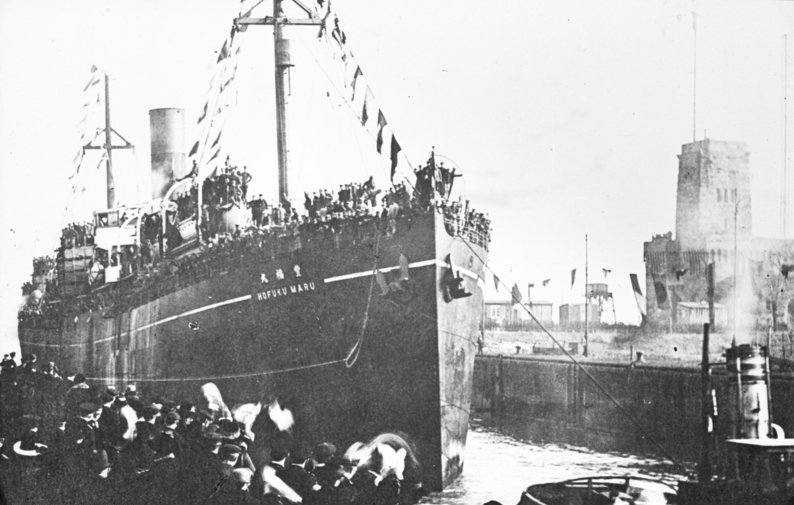
戦後、ヴィルヘルムスハーフェン港に到着した俘虜送還船

## 参加兵力

### 日英連合軍
- 日本軍
  - 陸軍青島要塞攻囲軍（司令官：神尾光臣中将（久留米第18師団長）、参謀長：山梨半造少将）
    - 参加部隊：第18師団
      - 歩兵第23旅団：堀内文次郎少将
        - 歩兵第46連隊
        - 歩兵第55連隊

      - 歩兵第24旅団：山田良水少将
        - 歩兵第48連隊
        - 歩兵第56連隊

      - 歩兵第29旅団：浄法寺五郎少将
        - 歩兵第34連隊
        - 歩兵第67連隊

      - 臨時攻城砲司令部：渡辺岩之助少将
        - 野戦重砲兵第3連隊
        - 独立攻城重砲兵第1大隊
        - 独立攻城重砲兵第2大隊
        - 独立攻城重砲兵第3大隊
        - 独立工兵第4大隊
        - 独立歩兵第1大隊
        - 独立歩兵第2大隊
        - 臨時鉄道第3大隊

      - 騎兵第22連隊
      - 野砲兵第24連隊　四五式二十四糎榴弾砲
      - 野戦重砲兵第2連隊　三八式十糎加農砲
      - 工兵第18大隊
      - 輜重兵第18大隊
      - 臨時鉄道連隊
      - 独立攻城重砲兵第4大隊
      - 独立工兵第1大隊
      - 第10碇泊場司令部
      - 他、MF.7を装備

  - 海軍
    - 第2艦隊（司令長官：加藤定吉中将、参謀長：吉田清風大佐）
    - 装甲巡洋艦:常磐
    - 防護巡洋艦:利根、千歳、明石、新高、音羽、笠置、八雲
    - 海防艦:周防、石見、丹後、沖島、見島、高千穂、松江、千代田、秋津洲
    - 水上機母艦:若宮丸
    - 砲艦:嵯峨、淀、宇治
    - 特設砲艦:朝鮮丸
    - 駆逐艦:白妙、皐月、白露、夕立、白雪、松風、朝風、夕暮、三日月、野分、潮、子日、若葉、浦波、磯波、村雨、朝霧、白雲、朝潮、陽炎
    - 通報艦:満州
    - 特務艦:第三長門丸、第六長門丸、弘養丸
    - 掃海艇:弘養丸、淀丸
    - 掃海船：霞丸
    - 標的船：漣丸
    - 雑役船：巻雲丸、敷浪丸
    - 水雷艇:第33号
その他:砲艦1、駆逐艦・水雷艇10、特務艦12

- イギリス軍

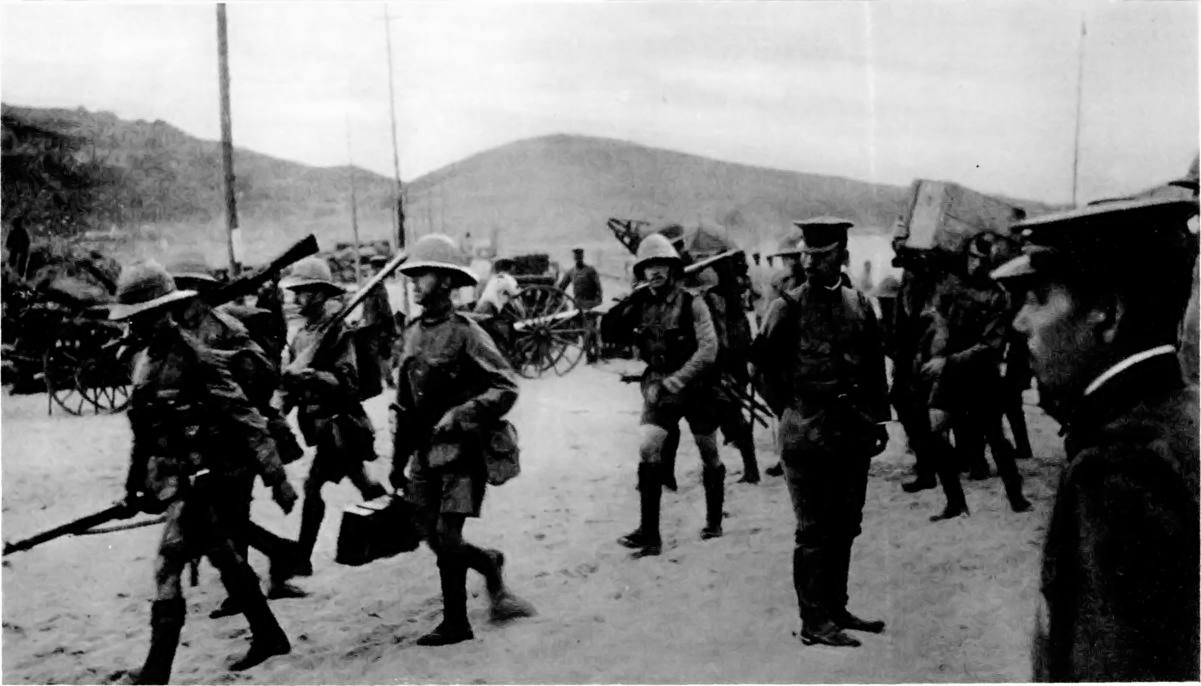
青島に到着したイギリス軍

  - 陸軍（指揮官：バーナジストンNathaniel Walter Barnardiston少将）
    - 参加部隊：歩兵1個大隊基幹、印度兵2個中隊

  - 海軍：スウィフトシュア級戦艦「トライアンフ」1隻、E級駆逐艦「アスク」1隻

### 同盟国軍
- ドイツ軍（総指揮官：アルフレート・マイヤー＝ヴァルデック海軍大佐（青島総督））
- オーストリア軍

## 両軍の損害

### 連合国軍
- 日本陸軍

戦死236、負傷67
- 日本海軍

沈没 - 防護巡洋艦「高千穂」
大破 - 水上機母艦「若宮」
戦死271、負傷46
- イギリス軍

戦死160、負傷23

### 同盟国軍
青島要塞の陥落
戦死183、負傷150、捕虜4,715